# Аясма (дем Горуша)
Вижте пояснителната страница за други значения на Аясма.
Аясма, още Латорища или Златорища (на гръцки: Αγίασμα, до 1927 година: Λατόριστα, Латориста), е село в Егейска Македония, Република Гърция, дем Горуша (Войо), област Западна Македония.

## География
Селото е разположено на 745 m надморска височина, в областта Населица на 20-ина километра западно от град Неаполи (Ляпчища) и около 15 километра западно от демовия център Цотили. На север граничи със село Дихимаро (Ренда), на запад - с Агиос Теодорос (Царища), на югозапад – с Килади (Чавалер) и с Антуса (Резна).

## История

### В Османската империя
В края на XIX век Латорища е село в Населишка каза на Османската империя.
Според Васил Кънчов в 1900 Латорища е смесено християнско-мюсюлманско гръкоезично село, в което живеят 55 гърци християни и 55 валахади (гръкоезични мюсюлмани).
На Етнографската карта на Битолския вилает на Картографския институт в София от 1901 година Лотарища е смесено село гърци, турци и помаци (гърци мохамедани) в казата Населица на Серфидженския санджак с 22 къщи.
Християнската част от селото е под върховенството на Цариградската патриаршия. По данни на секретаря на Българската екзархия Димитър Мишев в Latorichta има 55 гърци патриаршисти.
Според статистика на Серфидженския санджак на гръцкото консулство в Еласона от 1904 година в Латорища (Λατόριστα), Населишка каза, живеят 120 гърци елинофони християни.

### В Гърция
През Балканската война в 1912 година в селото влизат гръцки части и след Междусъюзническата в 1913 година остава в Гърция. През 1913 година при първото преброяване от новата власт в него са регистрирани 149 жители.
През 1920-те години в него не са регистрирани новодошли бежанци.
В 1927 година името на селото е сменено на Аясма.
В 1958 година на хълм с гледка от Смолика към Грамос и Вич е построена църквата „Свети Николай“, която има красив резбован иконостас. Църквата „Свети Атанасий“ е издигната като малък храм в XVIII век върху аязмото, на което е кръстено селото. В 1914 година на нейно място е изграден по-голям храм.
Населението традиционно произвежда жито, картофи и други земеделски продукти, като се занимава и със скотовъдство.
| Име     | Име      | Ново име | Ново име | Описание                           |
| ------- | -------- | -------- | -------- | ---------------------------------- |
| Чавалер | Τσαβαλέρ | Килади   | Κοιλάδι  | местност на СЗ от Килади (Чавалер) |
| Пирко   | Πίρκο    | Рематаки | Ρεματάκι | река на С от Ахладия (Масган)      |

| Година    | 1913 | 1920 | 1928 | 1940 | 1951 | 1961 | 1971 | 1981 | 1991 | 2001 | 2011 | 2021 |
| --------- | ---- | ---- | ---- | ---- | ---- | ---- | ---- | ---- | ---- | ---- | ---- | ---- |
| Население | 149  | 143  | 145  | 126  | 127  | 109  | 45   | 50   | 35   | 34   | 3    | 2    |